# Het rode wiel
Het rode wiel (of: Het rode rad, Russisch: Кра́сное колесо́) is een romancyclus van de Russische schrijver Aleksandr Solzjenitsyn.
Oorspronkelijk was de cyclus beraamd op twintig romans ('knopen'), die samen een beeld moesten oproepen van Rusland tijdens de Eerste Wereldoorlog, de Russische Revolutie en de Russische Burgeroorlog (de periode van 1914 tot 1922). Uiteindelijk heeft Solzjenitsyn vier 'knopen' voltooid, te weten:
- Augustus veertien (1971, 2 delen). Van dit boek bestaan twee versies. De Nederlandse vertaling behelst de eerste versie uit 1971. De tweede, aanzienlijk uitgebreide versie is in het Engels uitgegeven onder de titel August 1914 (1984, vertaling H.T. Willetts).
- Oktober zestien (1985, 2 delen). Niet in het Nederlands vertaald. Engelse vertaling: November 1916. (De Engelse titel volgt de Gregoriaanse kalender.)
- Maart zeventien (1989, 4 delen). Niet in het Nederlands vertaald. Duitse vertaling: März siebzehn.
- April zeventien (1991, 2 delen). Niet in het Nederlands vertaald. Franse vertaling (alleen van het eerste deel): Avril dix-sept. Tome 1. Aan het slot van het tweede deel vat Solzjenitsyn de zestien 'knopen' samen die hij niet heeft voltooid. Ook geeft hij de titels van vijf epilogen, die respectievelijk de jaren 1928, 1931, 1937, 1941 en 1945 hadden moeten behandelen.

De hoofdstukken uit Augustus veertien, Oktober zestien en Maart zeventien die betrekking hebben op Lenin zijn gebundeld als Lenin in Zürich (1976).